# Colombe à calotte grise
Leptotila plumbeiceps
Espèce
Statut de conservation UICN

 LC  : Préoccupation mineure
La Colombe à calotte grise, (Leptotila plumbeiceps) est une espèce d'oiseaux de la famille des Columbidae.

## Répartition
C'est une grande colombe des régions tropicales du Nouveau Monde vivant de l'est du Mexique à l'ouest du Panama. Elle était autrefois considérée comme de la même espèce que la Colombe à front gris, L. rufaxilla, d'Amérique du Sud et la colombe de Grenade, L. wellsi, de la Grenade.

## Habitat
La Colombe à calotte grise habite le sous-étage des forêts, les zones de broussailles et les plantations de cacao.

## Nidification
Elle construit un nid de grosses branches dans un arbre et y pond deux œufs blancs. L'incubation est d'environ 14 jours et l'envol se fait au bout de 15 autres jours.

## Description
Elle mesure environ 25 cm de long et pèse aux alentours de 155 g. L'adulte a une couronne et le cou gris, ce dernier montrant des reflets pourpres. Elle a le front et la gorge blanchâtres. Les parties supérieures et les ailes sont brun-olive et le ventre rosâtre ombré de blanc. La queue est longue à bout blanc. Le bec est noir et les pattes rouges. Les jeunes oiseaux n'ont pas le gris sur la tête et ont des bords chamois sur les plumes du dos.

## Comportement
La Colombe à tête grise est généralement considérée comme vivant isolément ou par paires. Son vol est rapide et direct, avec les battements réguliers et des claquements d'ailes caractéristiques des pigeons en général.

## Alimentation
La nourriture de cette espèce est constituée principalement de fruits et de graines recherchés sur le sol.

## Sous-espèces
D'après la classification de référence (version 11.1, 2021) du Congrès ornithologique international, cette espèce est constituée des deux sous-espèces suivantes (ordre phylogénique) :
- Leptotila plumbeiceps plumbeiceps, Sclater, PL & Salvin, 1868 ;
- Leptotila plumbeiceps notia, Peters, JL, 1931.